# 贝丝·罗斯
贝丝·罗斯（英語：Beth Ross，1996年10月6日—），新西兰女子赛艇运动员。她曾代表新西兰参加2020年夏季奥林匹克运动会赛艇比赛，获得女子八人单桨有舵手银牌。